# Посёлок имени Мамонтова (Поспелихинский район)
Посёлок имени Мамонтова — посёлок в Поспелихинском районе Алтайского края.

## История поселения
В 1929 году Правительственная программа, направленная на создание на пустующих землях России колхозов и совхозов, начинает претворяться в жизнь. И в Поспелихинском районе создается совхоз «12 лет Октября». Затем на базе одного из отделений этого хозяйства было решено создать ещё один совхоз, который и был назван именем легендарного главкома партизанской Красной Армии — Мамонтова Ефима Мефодьевича.
26 ноября 1934 года согласно решению Западно-Сибирского крайисполкома № 9606 был образован Мамонтовский поселковый Совет рабочих, крестьянских и красноармейских депутатов (сельского типа) Мамонтовского поссовета Поспелихинского района Западно-Сибирского края. 
Всего за 1931—1932 годы были построены столовая, ремонтная мастерская, контора, клуб, электростанция. С развитием зернового производства возникла острая необходимость в защите полей от суховеев. Инициатором и руководителем трудоемкой работы по закладке лесозащитных полос был первый агроном Кокорев Александр Иванович. Конями и волами возили воду и чернозем, в то время как народ дружно, вручную «возводил эту живую стену», которая до сегодняшнего дня защищает село от суховеев и буранов.
Несмотря на столь нелегкое положение, рабочие стали обживаться. Стали заниматься строительством. Итогом было 6 двухэтажных бараков, магазин. Одновременно со строительством жилых и хозяйственных зданий строились помещения для детей: ясли и детская площадка. Дети, учившиеся в 1-4 классах, занимались в помещении клуба, построенного из самана.
В первые годы основания совхоза основным направлением было земледелие. Но уже к 1935 году была организована молочно-товарная ферма, что говорило о развитии животноводства в совхозе. Уже к 1940 году совхоз имел: коров — 723 голов, свиней — 191 голов, овец — 4744 голов, птицы — 286 голов.
Совхоз в сентябре 1947 года был передан Алтайскому научно-исследовательскому институту земледелия (АНИИСХОЗу) и сотрудничал с кафедрой земледелия Алтайского сельскохозяйственного института. 
Поставленное на такой уровень земледелие давало хорошие возможности для развития животноводства, для интенсивного строительства. В 1957 году в состав совхоза вошли ещё три колхоза: Ленинец, имени Калинина и Память Кирова и на их базе были основаны производственные отделения. А именно колхоз имени Калинина — 5-е отделение, колхоз «Память Кирова» — 6-е отделение, колхоз «Ленинец» (село Красноярское) — 7-е отделение, посёлок «Новый Мир» — 8-е отделение. В этом году общая площадь составляла уже 36 807 га.
В 1959 году присвоены наименования населённым пунктам: поселку МТФ — посёлок Алейский; 2-е отделение — посёлок Совхозный; «34 разъезд», 3-е отделение, Заготзерно — посёлок Озимый; посёлок 33 разъезда, посёлок Заготзерно 34 разъезда, «За Урожай» — «Урожайный»; посёлок «Кирзавод» — посёлок Крутой Яр; 4-е отделение совхоза имени Мамонтова — посёлок Курганский. В 1961 году опять произошли изменения. На базе 6,7,8 отделений создан совхоз «Красноярский» и ему отошли территории колхозов «Ленинец» и «Память Кирова».
В 1970 году в совхозе, возглавляемом директором Евдокимовым В. Г., началось строительство комплекса семеноводческой станции по травам. Земледелие оставалось по-прежнему многоотраслевым: выращивались рожь, пшеница, ячмень, овёс, просо, гречиха, горох, картофель, свёкла, кукуруза. Уровень урожайности поддерживался за счёт больших орошаемых земельных площадей (около 1200 га.). Находилось на подъёме совхозное животноводство. Крепкая экономическая база позволяла хозяйству успешно развивать социальную сферу.
В 1970—1980 годах строилось много благоустроенных квартир, было 7 магазинов, собственная пекарня, столовая, открылся комбинат бытового обслуживания, банно-прачечный комбинат, был проведён новый водопровод, сотни квартир были подключены к центральному отоплению. В 1980-е годы на территории поселка действовали 2 детских сада, Дом культуры, детская школа искусств. На территории были 2 фельдшерско-акушерских пункта, больница с круглосуточным пребыванием, аптека, библиотека, средняя школа и ПТУ, готовящее кадры механизаторов.
Поднимался парк мемориала Славы, заложенный в 1975 году в память о погибших земляках.
В 1989 году был открыт памятник легендарному главкому партизанской Красной Армии Е. М. Мамонтову.
В 1980 годах, став победителем в краевом соревновании по благоустройству, посёлок было награждён Переходящим Красным знаменем и денежной премией.
В перестроечные 1990 годы совхоз постигла участь большинства коллективных хозяйств: приватизация земель и сельскохозяйственной техники, бесхозяйственность, разорение.
Бывший совхоз прошёл несколько реорганизаций: МУП «Мамонтово», СПК имени Мамонтова, в настоящее время — ООО «Мелира»ю
К наметившимся позитивным изменениям в небольшом сельскохозяйственном объединении можно отнести постепенное увеличение поголовья в молочном животноводстве, увеличение надоев и урожайности продукции земледелия.

## Население
| 1997  | 1998  | 1999  | 2000  | 2001  | 2002  | 2003  |
| ----- | ----- | ----- | ----- | ----- | ----- | ----- |
| 1546  | ↗1554 | ↗1587 | ↘1575 | ↘1549 | ↘1463 | ↗1571 |
| 2004  | 2005  | 2006  | 2007  | 2008  | 2009  | 2010  |
| ↘1532 | ↘1531 | ↘1511 | ↗1527 | ↗1530 | ↘1523 | ↘1439 |
| 2011  | 2012  | 2013  | 2014  |       |       |       |
| ↘1436 | ↘1421 | ↘1414 | ↗1435 |       |       |       |